# Xanthomixis
Xanthomixis är ett släkte tättingar i familjen madagaskarsångare. Precis som de övriga arterna inom familjen, endemiska för Madagaskar. Tetrakorna består av tre arter av små skogslevande, sångarliknande fåglar.

## Systematik
På grund av kunskapsbrist och morfologiska likheter placerades madagaskarsångarna tidigare i många olika släkten och tetrakorna placerades i bulbylsläktet Phyllastrephus. Det var först i och med att familjen beskrevs 2010 som tetrakorna fick sin nuvarande taxonomiska placering. Det finns dock indikationer på att släktet Xanthomixis är polyfyletiskt varför ytterligare förändringar kan komma att ske.
Släktet omfattar tre arter:
- Glasögontetraka (Xanthomixis zosterops)
- Vitbrynad tetraka (Xanthomixis apperti)
- Gråkronad tetraka (Xanthomixis cinereiceps)

Tidigare placerades mörk tetraka (Crossleyia tenebrosa) även i släktet Xanthomixis men DNA-studier visar att den är en systerart till gulbrynad tetraka (Crossleyia xanthophrys). 

## Ekologi
Arterna är insektsätare och kan bilda blandflockar med andra arter under födosöket. Flera av arterna inom familjen är fortfarande dåligt kända och beskrevs relativt nyligen för vetenskapen. Vitbrynad tetraka beskrevs exempelvis först 1972.

## Status och hot
Både vitbrynad och gråkronad tetraka är hotade av habitatförstöring och kategoriseras som sårbara av Internationella naturvårdsunionen (IUCN).